# G:link
G:link é um sistema de trem ligeiro da cidade de Gold Coast, Austrália. Ele é composto por uma única linha de aproximadamente 20km de comprimento com 19 estações, uma delas subterrânea (Gold Coast University Hospital), e foi inaugurado em 2014.

## História
O primeiro trecho, entre Gold Coast University Hospital e Broadbeach South, começou a ser construído em 2012 pelo consórcio Goldlinq e as obras foram concluidas em 2014. O segundo estágio foi inaugurado em dezembro de 2017 e é composto por uma extensão do Gold Coast University Hospital para Helensvale, onde há conexão com a Queensland Rail Citytrain Network.

## Operações
G:link é operado pela Keolis Downer e faz parte do sistema Translink de transporte público, que também inclui trens, ônibus e balsas no sudeste de Queensland. Assim, ele usa as tarifas Translink, estando totalmente na zona 5, e o cartão eletrônico de bilhetagem Go Card.  
Em 2016/17, antes da abertura da extensão da linha até Helensvale, 8,7 milhões de passageiros foram transportados no G:link. Um problema sério que o sistema enfrenta é a evasão de tarifas e é estimado que cerca de 10% dos usuários não pagam a passagem, gerando um prejuízo de aproximadamente AU$ 1,3 milhão.

## Estações
| Estação                        | Inauguração | Tipo de Plataforma | Conexões                                                                                              |
| ------------------------------ | ----------- | ------------------ | --- |
| Helensvale                     | 2017        | Central            | Trem: linha do Aeroporto e linha de Gold Coast Ônibus: linhas 704, 710, 714, 715, 716, 717, 725 e 727 |
| Parkwood                       | 2017        | Lateral            | Ônibus: linhas 714 e 715                                                                              |
| Parkwood East                  | 2017        | Central            | Ônibus: linha 710                                                                                     |
| Gold Coast University Hospital | 2014        | Lateral            | Ônibus: linhas 700, 709, 710, 714, 719, 738 e 739                                                     |
| Griffith University            | 2014        | Lateral            | Ônibus: linhas 700, 709, 710, 714, 719, 738 e 739                                                     |
| Queen Street                   | 2014        | Central            | Não tem                                                                                               |
| Nerang Street                  | 2014        | Lateral            | Não tem                                                                                               |
| Southport                      | 2014        | Lateral            | Ônibus: linhas 704, 711, 712, 713, 715, 719, 731, 735, 737, 741, 742 e 747                            |
| Southport South                | 2014        | Central            | Não tem                                                                                               |
| Broadwater Parklands           | 2014        | Central            | Não tem                                                                                               |
| Main Beach                     | 2014        | Central            | Não tem                                                                                               |
| Surfers Paradise North         | 2014        | Lateral            | Ônibus: linhas 700 e 705                                                                              |
| Cypress Avenue                 | 2014        | Lateral            | Ônibus: linhas 700, 705 e 740                                                                         |
| Cavill Avenue                  | 2014        | Lateral            | Não tem                                                                                               |
| Surfers Paradise               | 2014        | Lateral            | Não tem                                                                                               |
| Northcliffe                    | 2014        | Lateral            | Não tem                                                                                               |
| Florida Gardens                | 2014        | Central            | Não tem                                                                                               |
| Broadbeach North               | 2014        | Central            | Não tem                                                                                               |
| Broadbeach South               | 2014        | Lateral            | Ônibus: linhas 700, 705, 731, 736, 738, 741, 743, 744, 745, 750, 751, 752, 753, 754, 755, 756 e 777   |